# Triboulet (outil)
Pour les articles homonymes, voir Triboulet (homonymie).

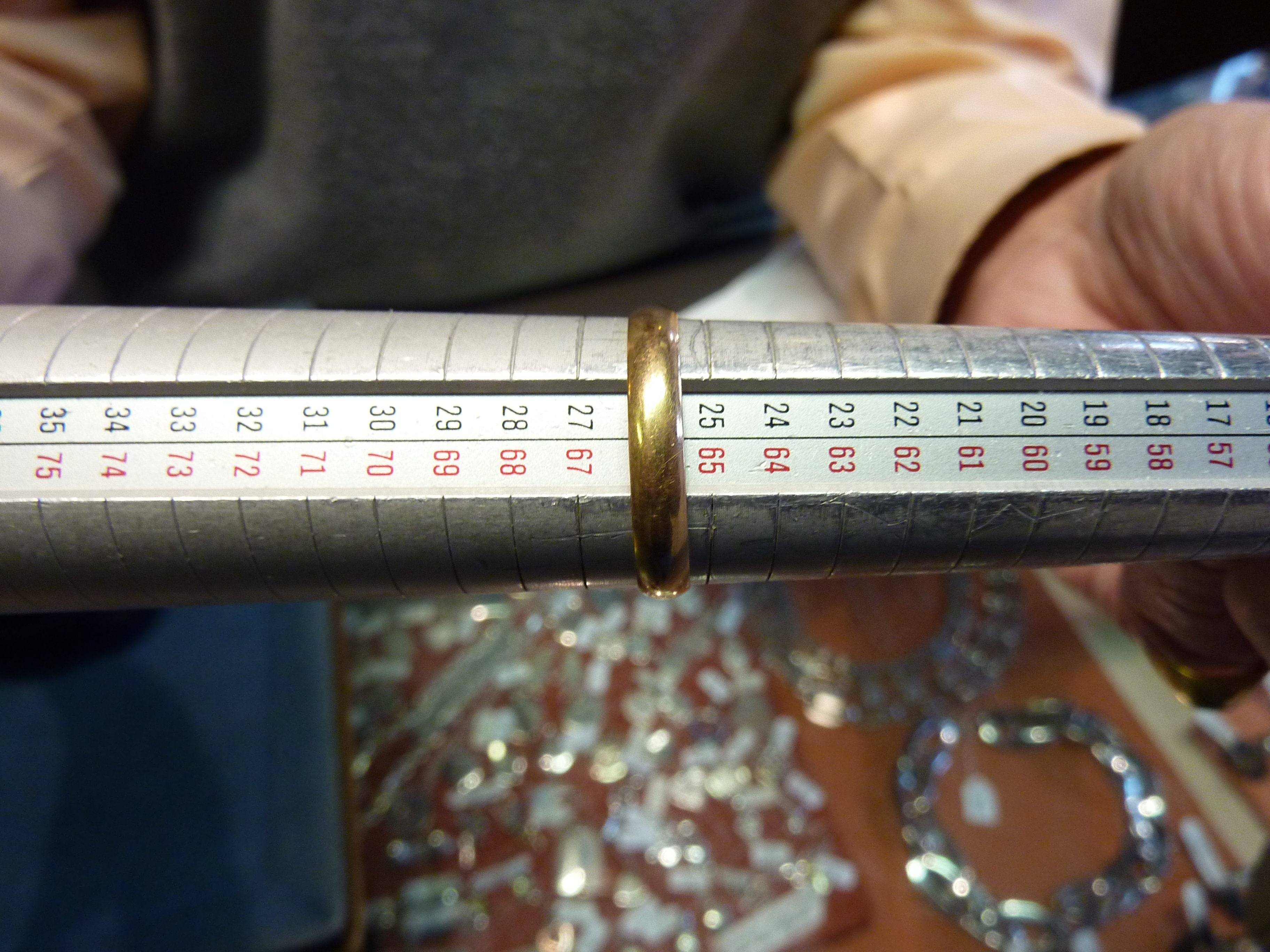
Mesure d'une alliance au moyen d'un triboulet mesureur.
(No 26, 66 mm de circonférence)

Le triboulet mesureur est un instrument conique qui permet de mesurer la grandeur d'une bague ou d'un anneau. L'échelle de mesure et de numérotation est gravée sur le cône. La base de mesure est d'ordinaire la circonférence interne de l'anneau, mesurée en millimètres, plus rarement son diamètre. La subdivision de la mesure correspond à une échelle millimétrique. L'échelle de mesure commence généralement à 41 mm et se termine à 76 mm. Les nombres de 41 à 76 sont remplacés par des numéros de grandeur ; la circonférence de 41 mm correspond au No 1 et celle de 76 au No 36.  La norme ISO 8653 décrit la mesure des bagues et anneaux.

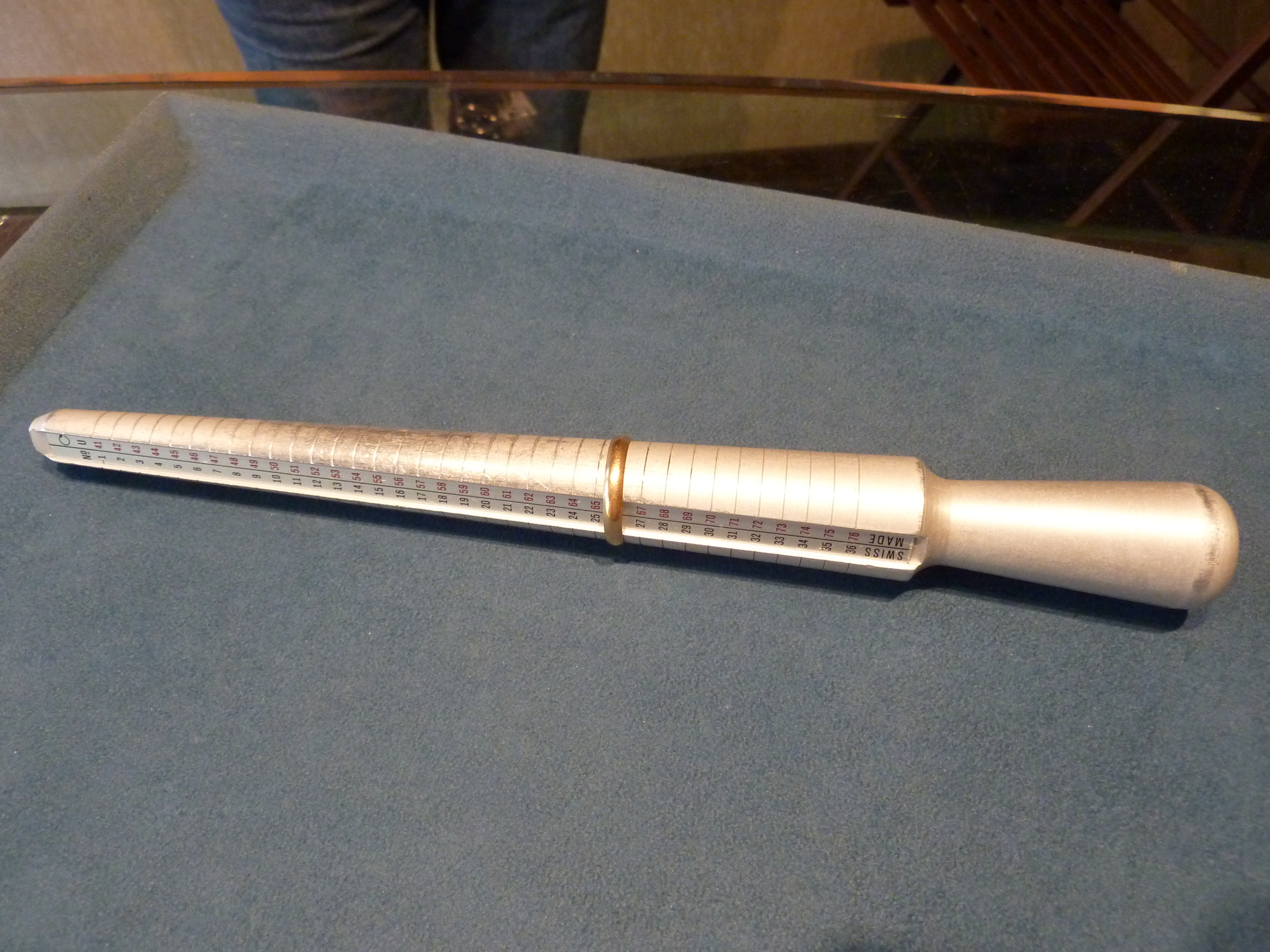
Triboulet mesureur de marque Bergeon (Suisse) avec les échelles N° et circonférence en mm (ISO 8653).
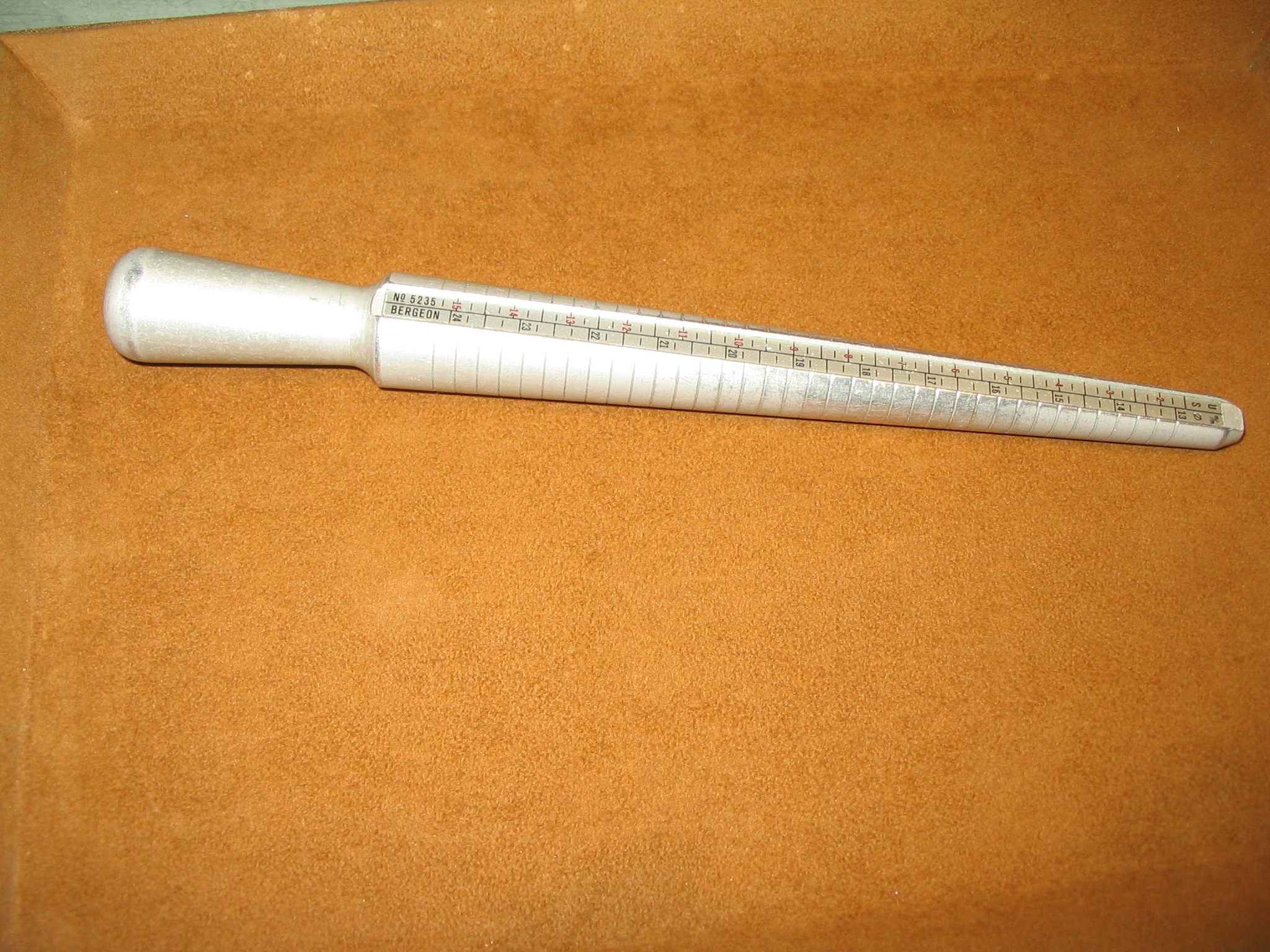
Le même vu de l'autre côté avec les échelles US et diamètre en mm.

## Outil pour forger bagues et bracelets
Le triboulet est un outil en forme de cône utilisé en joaillerie et bijouterie, qui sert à forger des anneaux ou des bracelets. Dans ce dernier cas il peut être rond, pour les bracelets fermés, ou ovale pour les bracelets ouverts. Il en existe aussi comportant un méplat, pour les bagues à gros chaton ; il y en a encore qui servent à mettre à la taille les maquettes en cire. 